# HSV Hambourg
Pour le club de football, voir Hambourg SV
Pour les articles homonymes, voir HSV.
Maillots
Actualités
Dernière mise à jour : 4 octobre 2021.
Le HSV Hambourg (Handballsportverein Hamburg) est un club allemand de handball basé à Hambourg. Le club a notamment remporté une Ligue des Champions en 2013 et un Championnat d'Allemagne en 2011.
En proie à d'importantes difficultés financières, le club annonce en janvier 2016 qu'il est contraint de quitter le Championnat d'Allemagne en cours de saison,, n’étant plus en mesure de financer les matchs et les salaires des employés et des joueurs qui sont par conséquent libérés de leurs contrats professionnels. Le club fait son retour dans l'élite allemande lors de la saison 2021-2022.

## Historique

### Des débuts hésitants
Le club est fondé en 1999 sous le nom de HSV (Handballsportverein) Lübeck. Il s'associe alors au VfL Bad Schwartau, club de 1.Bundesliga, et devient le VfL Bad Schwartau-Lübeck. Si le club ne parvient pas à faire mieux que la 10e place en Championnat, il réalise l'exploit de remporter la Coupe d'Allemagne en 2001.
En 2002, l'association entre les deux entités est arrêtée : l'équipe réserve du VfL Bad Schwartau, qui évolue au niveau régional, devient l'équipe première du club tandis que le HSV récupère la place en Bundesliga et déménage sur la ville de Hambourg pour s'associer avec le célèbre club de football local, le Hamburger SV, ce qui lui permet d'avoir une meilleure exposition marketing, en obtenant notamment le droit d'utiliser le même logo et le même sigle (HSV). Il prend alors le nom de HSV (Handballsportverein) Hambourg.
En 2002, l'ambition du club est aussi marquée par l'arrivée de grands joueurs tels que Bertrand et Guillaume Gille ou le gardien suédois Tomas Svensson. 
En 2005, Winfried M. Klimek, directeur du HSV, est soupçonné de détournement de fonds et le club se voit retirer 8 points en championnat et doit s’acquitter d’une amende de 15 000 euros.
À l'été 2008, le club adopte le nom officiel de SG HSV Handball et espère pouvoir jouer sous le même nom que le club de football.

### Les premiers succès
Sur le plan sportif, le club connaît ses premiers succès en remportant la Coupe d'Allemagne en 2006, puis la Coupe des vainqueurs de coupe en 2007. 
En championnat, il termine 2e en 2006-07 et 3e en 2007-08, soit ses deux meilleures performances, ce qui lui permet de disputer la lucrative Ligue des champions.
Pour sa première participation en 2008, il atteint les demi-finales où il est éliminé d'un seul but sur l'ensemble des deux matches par le futur champion, le BM Ciudad Real (27-34, 32-26).

### Les heures de gloire

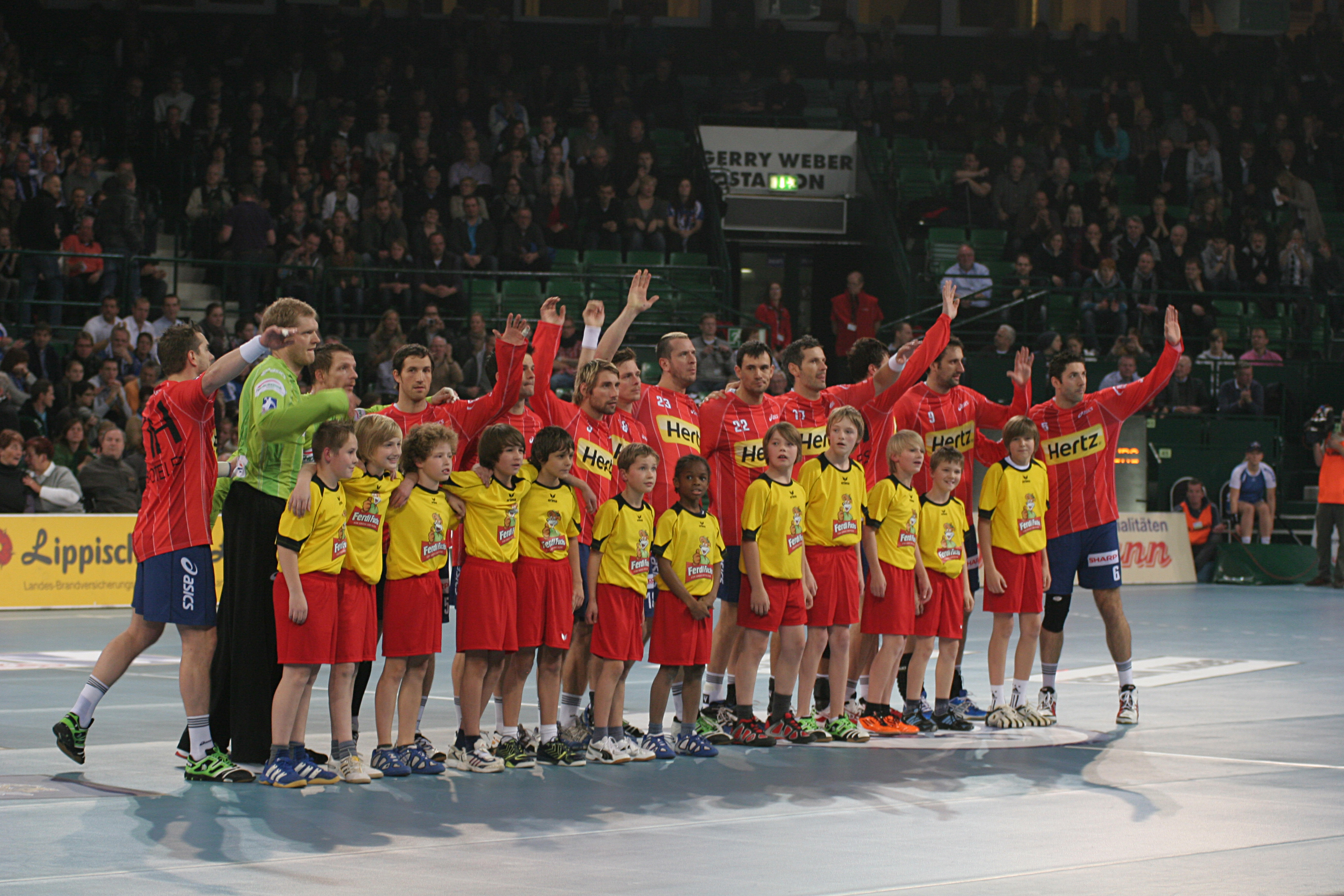
Le HSV Hambourg en 2011

À l'issue de la saison 2010-2011, le HSV met fin à la série de 6 titres consécutifs de champions du THW Kiel, en remportant le titre de champion d'Allemagne, pour la première fois de son histoire. 
Le titre est acquis dès la 31e journée, après la victoire à domicile contre le VfL Gummersbach (35-30), soit 3 matchs avant la fin de la saison.
Lors de la saison 2012-2013, après s'être qualifié en Ligue des Champions à la suite de sa victoire après prolongations (32-31) lors du tournoi de qualification Wild-card aux dépens de Saint-Raphaël VHB, le club remporte finalement la compétition en venant à bout du THW Kiel, tenant du titre, en demi-finale (39-33) puis du FC Barcelone en finale, après prolongations également (30-29),.

### Problèmes économiques
Lors de la saison 2013-2014, fort du plus gros effectif de la Bundesliga avec 18 joueurs professionnels, Martin Schwalb veut tout gagner : la Coupe, la Bundesliga et garder le titre en Ligue des Champions. 
Et pourtant, battu à domicile par le Frisch Auf Göppingen, le club ne participe pas au Final Four de la coupe d'Allemagne pourtant organisé à domicile. Puis, les Macédoniens du Vardar éliminent le club dès les huitièmes de finale en Ligue des Champions tandis que, distancé en championnat, une nouvelle défaite le 15 avril à Magdebourg scelle tout espoir de remporter le titre.
Plus grave, d'importants problèmes financiers perturbent le club, avec un déficit de près d’un million d’euros dans les caisses du club. Finalement, une semaine après la démission de son président, Andreas Rudolph qui a investi plus de 20 millions d'euros dans le club depuis 2004, le club allemand de Hambourg s'est vu refuser une licence pour la saison 2014-2015 par la Ligue allemande de handball (HBL).
Deux semaines plus tard, cette décision est confirmée en appel et le club est relégué en 3.Liga. 
Finalement, dans un dernier sursaut, le club ayant obtenu gain de cause face à la commission d’arbitrage de la Bundesliga et ayant prouvé sa bonne santé financière et notamment la présence de cinq millions d’euros sur ses comptes, il est finalement autorisé à évoluer en 1re Division.

### Retrait du championnat
En janvier 2016, après avoir été déclaré insolvable mi-décembre 2015 du fait de graves problèmes financiers, le club se voit retirer sa licence en Championnat d'Allemagne, puis annonce son retrait du Championnat : « Au vu des circonstances actuelles, il n'est plus possible de trouver suffisamment de sponsors ou de mécènes pour financer le reste de la saison », a ainsi indiqué Gideon Böhm, administrateur provisoire du HSV Hambourg. Par conséquent, ce retrait s'accompagne d'une annulation de tous les résultats de l'équipe en championnat et tous les joueurs et le staff sont libérés de leurs contrats professionnels.

### La lente remontée depuis la 3. Bundesliga
En 2016, le club redémarre dans l'anonymat du Championnat d'Allemagne de troisième division (3. Liga Nord). En 2017, Torsten Jansen, l'ancien enfant terrible du club, est nommé entraîneur tandis que Blaženko Lacković prend le double rôle de joueur et entraineur-adjoint. Le duo permet ainsi à Hambourg d'accéder en 2018 à la deuxième division. En 2021, le club termine champion de 2. Bundesliga (de) et retrouve ainsi la 1. Bundesliga.

### Le renouveau dans l'élite
Le club fait son retour dans l'élite allemande lors de la saison 2021-2022. De grosses recrues rejoignent l'équipe : le gardien de but international Johannes Bitter, de retour au club après 5 ans au TVB 1898 Stuttgart, l'ailier gauche danois Casper Ulrich Mortensen et le pivot allemand Manuel Späth (de).

## Palmarès
| Compétitions internationales | Compétitions nationales |
| - Ligue des champions (C1) - vainqueur (1) : 2013 - demi-finaliste (3) : 2008, 2009 et 2011 - Coupe des vainqueurs de coupe (C2) - Vainqueur (1) : 2007 - Coupe de l'EHF (C3) - finaliste (1) : 2015 - Coupe du monde des clubs - finaliste (1) : 2013 | - Championnat d'Allemagne - Vainqueur (1) : 2011 - Vice-champion (3) : 2007, 2009, 2010 - Coupe d'Allemagne - Vainqueur (2) : 2006, 2010 - Finaliste (2) : 2004, 2008 - Supercoupe d'Allemagne - Vainqueur (4) : 2004, 2006, 2009, 2010 - Finaliste (2) : 2008, 2011 - Championnat d'Allemagne de D2 - Vainqueur (1) : 2021 |

## Parcours détaillé
| Saison    | Compétitions nationales | Compétitions nationales | Compétitions nationales | Compétitions nationales | Compétitions internationales | Compétitions internationales |
| Saison    | Niv.                    | Rang                    | Coupe                   | Supercoupe              | Coupes d'Europe*             | Mondial                      |
| --------- | ----------------------- | ----------------------- | ----------------------- | ----------------------- | ---------------------------- | ---------------------------- |
| 2002-2003 | 1                       | 8e                      | 3e tour                 | N.Q.                    | N.Q.                         | N.Q.                         |
| 2003-2004 | 1                       | 5e                      | Finale                  | Vainqueur               | N.Q.                         | pas de compétition           |
| 2004-2005 | 1                       | 9e                      | Cinquième tour          | N.Q.                    | C2 : 1/4 de finale           | pas de compétition           |
| 2005-2006 | 1                       | 10e                     | Vainqueur               | Vainqueur               | N.Q.                         | pas de compétition           |
| 2006-2007 | 1                       | 2e                      | 4                       | N.Q.                    | C2 : Vainqueur               | pas de compétition           |
| 2007-2008 | 1                       | 3e                      | Finaliste               | Finaliste               | C1 : Demi-finale             | N.Q.                         |
| 2008-2009 | 1                       | 2e                      | ?                       | Vainqueur               | C1 : Demi-finale             | pas de compétition           |
| 2009-2010 | 1                       | 2e                      | Vainqueur               | Vainqueur               | C1 : 1/4 de finale           | pas de compétition           |
| 2010-2011 | 1                       | Champion                | 1/8 de finale           | Finaliste               | C1 : 3e place                | N.Q.                         |
| 2011-2012 | 1                       | 4e                      | Demi-finale             | N.Q.                    | C1 : 1/8 de finale           | N.Q.                         |
| 2012-2013 | 1                       | 5e                      | Demi-finale             | N.Q.                    | C1 : Vainqueur               | N.Q.                         |
| 2013-2014 | 1                       | 4e                      | 1/4 de finale           | N.Q.                    | C1 : 1/8 de finale           | Finale                       |
| 2014-2015 | 1                       | 9e                      | 2e tour                 | N.Q.                    | C3 : finaliste               | -                            |
| 2015-2016 | 1                       | Disqualifié             | 1er tour                | N.Q.                    | N.Q.                         | N.Q.                         |
| 2016-2017 | 3                       | ?                       | N.Q.                    | N.Q.                    | N.Q.                         | N.Q.                         |
| 2017-2018 | 3                       | 1er (Poule Nord)        | 1er tour                | N.Q.                    | N.Q.                         | N.Q.                         |
| 2018-2019 | 2                       | 12e                     | 1er tour                | N.Q.                    | N.Q.                         | N.Q.                         |
| 2019-2020 | 2                       | 8e                      | 1er tour                | N.Q.                    | N.Q.                         | N.Q.                         |
| 2020-2021 | 2                       | 1er                     | pas de compétition      | N.Q.                    | N.Q.                         | N.Q.                         |
| 2021-2022 | 1                       | 14e                     | 2e tour                 | N.Q.                    | N.Q.                         | N.Q.                         |
| 2022-2023 | 1                       | 7e                      | 1/8 de finale           | N.Q.                    | N.Q.                         | N.Q.                         |
| 2023-2024 | 1                       | 9e                      | 1/4 de finale           | N.Q.                    | N.Q.                         | N.Q.                         |
| 2024-2025 | 1                       | 10e                     | 2e tour                 | N.Q.                    | N.Q.                         | N.Q.                         |

* Légende : C1=Ligue des champions ; C2=Coupe des vainqueurs de coupe ; C3= Coupe de l'EHF.

## Personnalités liées au club

### Joueurs célèbres
Parmi les joueurs ayant évolué au club, on trouve :
- Ion Belaustegui
- Johannes Bitter
- Joan Cañellas
- Domagoj Duvnjak
- Bertrand Gille
- Guillaume Gille
- Pascal Hens
- Torsten Jansen
- Michael Kraus
- Blaženko Lacković
- Krzysztof Lijewski
- Marcin Lijewski
- Hans Lindberg
- Kentin Mahé
- Andreas Nilsson
- Tomas Svensson
- Dimitri Torgovanov
- Oleg Velyky
- Igor Vori
- Renato Vugrinec
- Yoon Kyung-shin

### Entraîneurs
La liste des entraîneurs du club depuis 2002 est :
- Bob Hanning (de) : de 2002 à 2005
- Martin Schwalb : de 2005 à 2011 puis de 2012 à 2014
- Per Carlén : de juillet à décembre 2011
- Christian Gaudin : de juillet à décembre 2014
- Jens Häusler : de janvier à juin 2015 puis de janvier 2016 à juin 2017
- Michael Biegler : de juillet 2015 à janvier 2016
- Torsten Jansen : depuis juillet 2017

## Divers

### Infrastructures
- La Barclaycard Arena, d'une capacité de 13 296 places, est la salle où évolue le club lors des rencontres importantes.
- La Sporthalle Hamburg (de), d'une capacité de 4 144 places, est la salle où évolue le club lors des rencontres moins importantes.

### Maillot
Depuis l'association avec le club de football du Hambourg SV, le club intégra les couleurs du club à savoir le bleu et le blanc. 
| 2011-2012 D | 2011-2012 E | 2012-2013 D | 2012-2013 E | 2013-2014 D | 2013-2014 E |
| 2014-2015 D | 2014-2015 E | 2015-2016 D | 2015-2016 E |             |             |

### Historique du logo

Logo jusqu'en 2016.
Logo actuel.